# Kevin Birr
Kevin Birr (ur. 6 grudnia 1969 w Mankato) – amerykański curler, praworęczny. 
Curling zaczął uprawiać w 1984, od początku w Caledonian Curling Club, Mankato. Jest otwierającym w drużynie brata, Todda.
W 1989 doszedł do półfinału mistrzostw kraju juniorów. Po jedenastu latach zdobył srebrne medale w krajowej rywalizacji mikstów. Pierwszy raz wystąpił w mistrzostwach USA w 2002, a po dwóch latach dotarł do półfinału. W 2007 Birr wygrał mistrzostwa Stanów Zjednoczonych i na MŚ zdobył brązowy medal. Krążki z tego samego kruszcu wywalczył w 2009 na mistrzostwach kraju i kwalifikacjach olimpijskich.

## Drużyna
Sezon 2012/2013
- Todd Birr - skip
- Doug Pottinger - trzeci
- Tom O'Connor - drugi

Sezon 2009/2010
- Todd Birr - skip
- Paul Pustovar - trzeci
- Tom O'Connor - drugi

Sezon 2006/2007
- Todd Birr - skip
- Bill Todhunter - trzeci, viceskip
- Greg Johnson - drugi
- Zach Jacobson - rezerwowy